# Suseri-Hime
Suseri-Hime var i japansk mytologi dotter till stormguden Susanoo, hustru till Ōkuninushi. Ōkuninushi kunde äkta henne efter att han, med hjälp av Suseri-Hime, klarade de svåra test som Susanoo utsatte honom för.